# Tomé Pires
Tomé Pires, oft auch Tomé de Pires, (* um 1468 in Lissabon, Portugal; † um 1540 in Sampitay, Provinz Jiangsu, China) war ein portugiesischer Apotheker und Pharmakologe, Diplomat und Schriftsteller.
Er war der erste europäische Botschafter am chinesischen Kaiserhof. Mit seinem einzigen Buch schuf er ein Werk, das das erste literarische über den Fernen Osten eines Portugiesen war und eines der ersten eines Europäers mit Beschreibungen der Molukken- und Gewürzinseln.

## Leben
Viele Daten aus dem Leben von Pires sind nicht gesichert. Was man aber sicher weiß ist, dass er als Sohn des Staatsapothekers von König Johann II. von Portugal geboren wurde. Er selbst schlug die Laufbahn seines Vaters ein und wurde Apotheker des Thronfolgers, Prinz Afonso (1475 bis 1491).
Ab 1511 war er Feitor das Drogas (Chefapotheker der Stadt) in Cochin, wo die Portugiesen im Rahmen des Indienhandels tätig waren. Danach nahm er zwischen 1512 und 1515 an einer großen Handelsexpedition zu den Gewürzinseln, den Molukken, Sumatra und Java teil, bei der er als Schreiber und Buchhalter tätig war und die ihn die Möglichkeit der Erforschung von exotischen Pflanzen in seinem angestammten Beruf Apotheker ermöglichte. Nach dieser Reise wollte er zurück nach Portugal, landete aber stattdessen in Goa, von wo er wiederum nach Malakka zurückgeschickt wurde. Vom dortigen Gouverneur wurde er wiederum – im Auftrag des Vizekönigs- mit einer Mission nach China beauftragt, die er 1517 antrat. Er sollte der erste offizielle, dauerhafte Botschafter bzw. Gesandte Portugals am chinesischen Kaiserhof sein. Tatsächlich kam er auch an den Hof von Kaiser Zhengde, der aus der Dynastie der Ming entstammte. Doch seine Tätigkeit als Gesandter konnte er nur kurz ausfüllen.
Ein portugiesischer Freibeuter trieb an den Küsten Chinas sein Unwesen, und der Gesandte wurde nebst seinen Mitarbeitern dafür verantwortlich gemacht, festgenommen, gefoltert und für viele Jahre eingekerkert. Viele seiner persönlichen Mitarbeiter der kleinen Gesandtschaft starben unter der Folter, und in Portugal ging man ebenfalls vom Tod des Diplomaten aus. Doch nachdem man viele Jahre nichts mehr von ihm gehört hatte, wurde er schließlich freigelassen, durfte China aber niemals mehr verlassen. Er wurde in den Norden Chinas verbannt, in die Provinz Kiangsu (heute Jiangsu), wo er eine Chinesin heiratete, mit der er eine Tochter hatte, zu Wohlstand kam und dort friedlich mit seiner Frau siebenundzwanzig Jahre lebte. Der vorbildhafte katholische Glauben, den die Familie lebte, brachte fast die ganze Gemeinde dazu, sich ebenfalls katholisch taufen zu lassen. Pires ist etwa um 1540 dort mit weit über 70 Jahren verstorben. Einige Jahre nach seinem Tod kam der bekannte Seefahrer und Schriftsteller Fernão Mendes Pinto an die Küste, als Gefangener. Er berichtet später in seinem Werk „Peregrinacam“ über die Begegnung mit der uralten Ehefrau und der Frau von Tomé de Pires, in deren Haus er gut fünf Tage wohnt. Damit wird das Schicksal von Pires geklärt.

## Das Buch Suma Orientalis
Das Buch von Pires Suma Orientalis entstand etwa zwischen 1512 und 1515 während seiner großen Handelsexpedition, an der er als Buchhalter teilnahm. Das Buch enthält geographische, anthropologische und pharmazeutische Berichte und Forschungen zu denen von Pires besuchten Orten in Malacca, Sumatra, Java, auf den Molukken und den Gewürzinseln. Es ist das erste Buch über Fernost, das aus der Feder eines Portugiesen stammt, dazu eines der wichtigsten, das die Kulturen des Malaiischen Archipels dieser Zeit genauestens beschreibt. Das Buch war verschollen, bis es 1944 in der Nationalbibliothek in Paris wiedergefunden wurde. Noch im gleichen Jahr wurde es vom Portugiesischen ins Englische übersetzt; bis heute gibt es keine deutsche Übertragung.

## Präger des Begriffes Cochinchina undTimorals Bezeichnung für die Molukken
Tomé Pires gilt auch bis heute als offizieller Präger des Begriffes „Cochinchina“, von Cauchy China, dass er wohl um 1515 aus seinem Aufenthalt in Malacca von Malaien gehört hatte und in sein Buch einfließen ließ. Damit war die Region des heutigen Vietnam und Teilen von Kambodscha gemeint; dieser Begriff wurde weltweit bis ins 20. Jahrhundert für die Region verwendet.
Als Timor bezeichnete Pires in seinem Werk die gesamten Inseln und Archipele, die östlich von Java lagen, in der Landessprache der Einheimischen, da Timur Osten heißt. Die Inseln werden heute als Kleine Sundainseln und Molukken bezeichnet,  Letztere auch als Gewürzinseln. Timor ist heutzutage der Name der größten Insel der Kleinen Sundainseln.